# Ronde van Oost-Java 2008
De Ronde van Oost-Java werd in 2008 voor de vierde keer gereden. De wedstrijd werd gereden tussen 2 april en 6 april.

## Etappe-overzicht
| etappe | datum   | start     | eindstreep | afstand  | winnaar         | land      |
| ------ | ------- | --------- | ---------- | -------- | --------------- | --------- |
| 1e     | 2 april | Jombang   | Jombang    | 108 km   | Tonton Susanto  | Indonesië |
| 2e     | 3 april | Blitar    | Blitar     | 138 km   | Omar Hasanein   | Syrië     |
| 3e     | 4 april | Batu      | Batu       | 120 km   | Taiji Nishitani | Japan     |
| 4e     | 5 april | Batu      | Tosari     | 113,1 km | Ghader Mizbani  | Iran      |
| 5e     | 6 april | Soerabaja | Soerabaja  | 52,5 km  | Mitchell Docker | Australië |

## Algemeen klassement
| rang | renner                | land           | tijd        |
| ---- | --------------------- | -------------- | ----------- |
| 1    | Ghader Mizbani        | Iran           | 12u 25' 34" |
| 2    | Ahad Kazemi           | Iran           | op 1'34"    |
| 3    | Jai Crawford          | Australië      | op 1' 53"   |
| 4    | Hossein Askari        | Iran           | op 1' 53"   |
| 5    | Tonton Susanto        | Indonesië      | op 4' 41"   |
| 6    | Erik Hoffmann         | Namibië        | op 6' 20"   |
| 7    | Tomoya Kano           | Japan          | op 6' 54"   |
| 8    | Hari Fitrianto        | India          | op 7' 01"   |
| 9    | Vyacheslav Dyadichkin | Kirgizië       | op 7' 29"   |
| 10   | Kuan Hua Lai          | Chinees Taipei | op 8' 23"   |

2005 · 
2006 · 
2007 · 
2008 · 
2009 · 
2010 · 
2011 · 
2012 · 
2013 · 
2014